# IV Trofeu Anxaneta de Plata
El IV Trofeu Anxaneta de Plata tingué lloc el 30 d'agost de 1971 a la plaça de la Vila de Vilafranca del Penedès, en el marc de la diada de Sant Fèlix de la festa major vilafranquina. Va ser el dinovè concurs de castells de la història i la quarta i última edició del Trofeu Anxaneta de Plata, celebrades els anys 1968, 1969, 1970 i 1971.
Fou l'única edició del Trofeu Anxaneta de Plata en què hi participaren cinc colles: els Nens del Vendrell, els Castellers de Vilafranca, la Colla Joves Xiquets de Valls, els Minyons de l'Arboç i els Castellers de Barcelona. La victòria fou pels Nens del Vendrell, que van descarregar el 2 de 7 i el 5 de 7 i carregar el pilar de 6, a més de fer un intent de 3 de 8. Fou la cinquena victòria consecutiva dels vendrellencs en un concurs de castells, la vuitena globalment i l'última edició guanyada fins a l'actualitat, després del concurs del 1936 a Barcelona, el 1941 a Valls, el 1952 a Tarragona, les tres edicions anteriors del Trofeu Anxaneta de Plata i el concurs de Tarragona del 1970.

## Resultats

### Classificació
| Resultat              |
| --------------------- |
| Descarregat (D)       |
| Carregat (C)          |
| Intent (I)            |
| Intent desmuntat (ID) |

En el IV Trofeu Anxaneta de Plata hi van participar 4 colles.
Llegenda
a: amb agulla o pilar al mig
| Pos. | Colla                        | 1a ronda | 2a ronda | 3a ronda | 4a ronda | Punts |
| ---- | ---------------------------- | -------- | -------- | -------- | -------- | ----- |
| 1    | Nens del Vendrell            | 2de7     | Pde6(c)  | 5de7     | 3de8(i)  | 2.100 |
| 2    | Castellers de Vilafranca     | 4de8     | 2de7     | 5de7     | 3de8(i)  | 2.000 |
| 3    | Colla Joves Xiquets de Valls | 3de7     | 5de7     | 4de7     | 2de7(c)  | 1.530 |
| 4    | Minyons de l'Arboç           | 4de7     | 4de7a    | 2de7(i)  | —        | 900   |
| 5    | Castellers de Barcelona      | 2de6     | 4de7     | Pde5     | 3de7(i)  | 400   |

### Estadística
En el IV Trofeu Anxaneta de Plata es van fer vint intents de castells i es van provar deu construccions diferents que, en ordre de dificultat creixent, anaven des del 2 de 6 al 3 de 8. De les 20 temptatives que es van fer es van descarregar 13 castells —el màxim dels quals fou el 4 de 8—, se'n van carregar 2 més i 5 castells es va quedar en intent. La següent taula mostra l'estadística dels castells que es van provar al concurs de castells. Els següents castells apareixen ordenats, de major a menor dificultat, segons la valoració tradicional que se'ls atribueix a cada un.
| Castell             | Descarregat | Carregat | Intent | Intent desmuntat | Total |
| ------------------- | ----------- | -------- | ------ | ---------------- | ----- |
| Pilar de 6          | —           | 1        | —      | —                | 1     |
| 3 de 8              | —           | —        | 2      | —                | 2     |
| 4 de 8              | 1           | —        | —      | —                | 1     |
| 2 de 7              | 2           | 1        | 1      | —                | 4     |
| 5 de 7              | 3           | —        | —      | —                | 3     |
| 4 de 7 amb l'agulla | 1           | —        | —      | —                | 1     |
| 3 de 7              | 1           | —        | 2      | —                | 3     |
| 4 de 7              | 3           | —        | —      | —                | 3     |
| Pilar de 5          | 1           | —        | —      | —                | 1     |
| 2 de 6              | 1           | —        | —      | —                | 1     |
| Total               | 13          | 2        | 5      | 0                | 20    |
| Percentatge         | 65%         | 10%      | 25%    | 0%               | 100%  |